# Гонгота
Гонго́та — посёлок при станции в юго-западной части Читинского района Забайкальского края России.
Население — 463 чел. (2021)

## География
Расположен на левом берегу реки Гонгота, в 4 км от места её впадения в реку Хилок, в 20 км к западу от центра сельского поселения, села  Сохондо. По железной дороге до Читы - 125 км.

## Основная информация
В посёлке имеется средняя школа, фельдшерско-акушерский пункт, библиотека при школе. Здесь находятся памятники истории: здание вокзала, где было подписано Гонготское соглашение, пушка, установленная в честь односельчан, погибших в годы Гражданской войны и Великой Отечественной войны.

## Население
| 2010 | 2021 |
| ---- | ---- |
| 541  | ↘463 |

## Разное
Входит в Перечень населённых пунктов Забайкальского края, подверженных угрозе лесных пожаров.